# Metepeira grandiosa
Metepeira grandiosa là một loài nhện trong họ Araneidae.
Loài này thuộc chi Metepeira. Metepeira grandiosa được Ralph Vary Chamberlin & Wilton Ivie miêu tả năm 1941.